# Gilles Aillaud

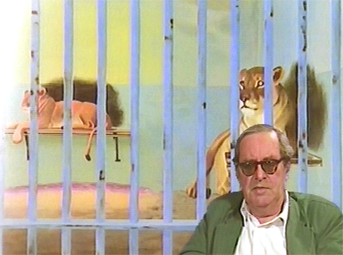
Gilles Aillaud vor einem seiner Gemälde

Gilles Aillaud [ˈʒil a'joː] (* 5. Juni 1928 in Paris; † 24. März 2005 ebenda) war ein französischer Maler, Grafiker, Bühnenbildner und Autor. Er war einer der bedeutenden Vertreter der Narrativen Figuration.

## Leben
Der Sohn des französischen Architekten Émile Aillaud begann bereits während seiner Schulzeit zu malen, studierte aber zunächst Philosophie und Literaturwissenschaft an der Sorbonne. Danach hielt er sich in Italien auf. 1949 nahm er die Malerei wieder auf, 1950 stellte er in der Galleria dell’Obelisco erstmals aus. Weitere Ausstellungen folgten in Paris, Turin, Brüssel, New York und Mailand.
Von Bedeutung war die 1961 begonnene Zusammenarbeit mit dem spanischen Künstler Eduardo Arroyo (1937–2018) und dem italienischen Maler Antonio Recalcati (* 1938), mit denen er 1965 das Gemeinschaftswerk Vivre et laisser mourir ou La fin tragique de Marcel Duchamp („Leben und sterben lassen oder Das tragische Ende von Marcel Duchamp“) schuf. Im gleichen Jahr übernahm Gilles Aillaud den Vorsitz des Salon de la jeune peinture. Im Rahmen der Studentenaufstände vom Mai 1968 drückte er seinen damaligen politischen Radikalismus durch die Teilnahme an Ausstellungen „antiautoritärer Kunst“ und Aufführungen anti-amerikanischer Theaterstücke aus. Seine erste international bedeutende Werkschau fand 1971 im Musée d’art moderne de la Ville de Paris statt.
Ab dem Jahr 1972 entfaltete Aillaud, zunächst in Zusammenarbeit mit Eduardo Arroyo, eine ausgedehnte Tätigkeit auf dem Gebiet des Bühnenbildes. In diesem Bereich arbeitete er mit Theaterregisseuren wie Jean Jourdheuil, Klaus Michael Grüber, Luc Bondy und Giorgio Strehler zusammen. Aufsehen erregte das 1974 zusammen mit Arroyo gestaltete Bühnenbild für die von Grüber an der Berliner Schaubühne am Lehniner Platz inszenierten Bakchen von Euripides. In den 30 Jahren bis zu seinem Tod betätigte sich Aillaud an vielen bedeutenden Bühnen Europas. Seine letzte Arbeit als Bühnenbildner entstand 2005 für die Wiener Festwochen.

## Werk
Aillaud lehnte die klassische Idee des Bühnenbildes als bloße Dekoration ab und sah dessen Aufgabe im Sinne von Bertolt Brecht in der Verfremdung und Desillusionierung. Die bevorzugten Motive Aillauds sind eingesperrte Tiere im Zoo oder auf dem Bauernhof und leere Strandlandschaften. Seine Gemälde und Grafiken zeichnen sich durch ihre makellose Kühle und die Art und Weise aus, mit der sie den Betrachter gleichzeitig mittels der Perspektive in das Werk hinein, und durch die Gesamtkomposition aus dem Werk heraus halten.
Bühnenbilder
- 1972: Im Dickicht der Städte von Bertolt Brecht, Avignon, Festival d’Avignon, Inszenierung Jean-Pierre Vincent (und Jean Jourdheuil, Compagnie Vincent-Jourdheuil)
- 1974: Die Bakchen von Euripides, Berlin, Schaubühne am Lehniner Platz, Inszenierung Klaus Michael Grüber
- 1982: Faust von Johann Wolfgang von Goethe, Berlin, Inszenierung Klaus Michael Grüber
- 1984: Bérénice von Jean Racine, Paris, Comédie-Française, Inszenierung Klaus Michael Grüber
- 1987: La medesima strada von Jean-Christophe Bailly und Gilles Aillaud, Mailand, Piccolo Teatro, Inszenierung: Giorgio Strehler
- 1989: Dantons Tod von Georg Büchner, Nanterre, Inszenierung Klaus Michael Grüber
- 1991: Erwartung von Arnold Schönberg, Brüssel, Théâtre de la Monnaie, Inszenierung Klaus Michael Grüber
- 1994: Die Stunde, da wir nichts voneinander wussten von Peter Handke, Berlin und Paris, Inszenierung Luc Bondy
- 1996: Don Carlos von Giuseppe Verdi, Paris, Théâtre du Châtelet, Inszenierung Luc Bondy
- 1999: Die Möwe von Anton Tschechow, Wien, Burgtheater, gezeigt im Akademietheater, Inszenierung Luc Bondy
- 2003: Idomeneo von Wolfgang Amadeus Mozart, Zürich, Opernhaus, Inszenierung Klaus Michael Grüber
- 2005: Tagebuch eines Verschollenen von Leoš Janáček, Wiener Festwochen, Inszenierung Klaus Michael Grüber

Gedichte
- 1987: Dans le bleu foncé du matin, Ed. Christian Bourgois, Paris 1987, ISBN 2-267-00489-5

Essays zu Theorie und Ästhetik der Kunst und des Theaters
- 1989: La medesima strada (mit Jean-Christophe Bailly), Ed. Christian Bourgois, Paris 1989, ISBN 2-267-00741-X

Theaterstücke
- 1996: Le masque de Robespierre, Ed. Christian Bourgois, Paris 1996, ISBN 2-267-01332-0
- 1998: Jan Vermeer et Spinoza, Ed. Christian Bourgois, Paris 1998, ISBN 2-267-00491-7

## Ausstellungen
- 1971: Paris, Musée d’art moderne de la Ville de Paris
- 1976: Retrospektive, Venedig
- 1991: Retrospektive, Madrid
- 1998: Retrospektive, Peking
- 2005: Halle; diese erste große Ausstellung von Aillauds Werken in Deutschland fand unmittelbar nach seinem Tod statt.